# Expedición de los Diez Mil

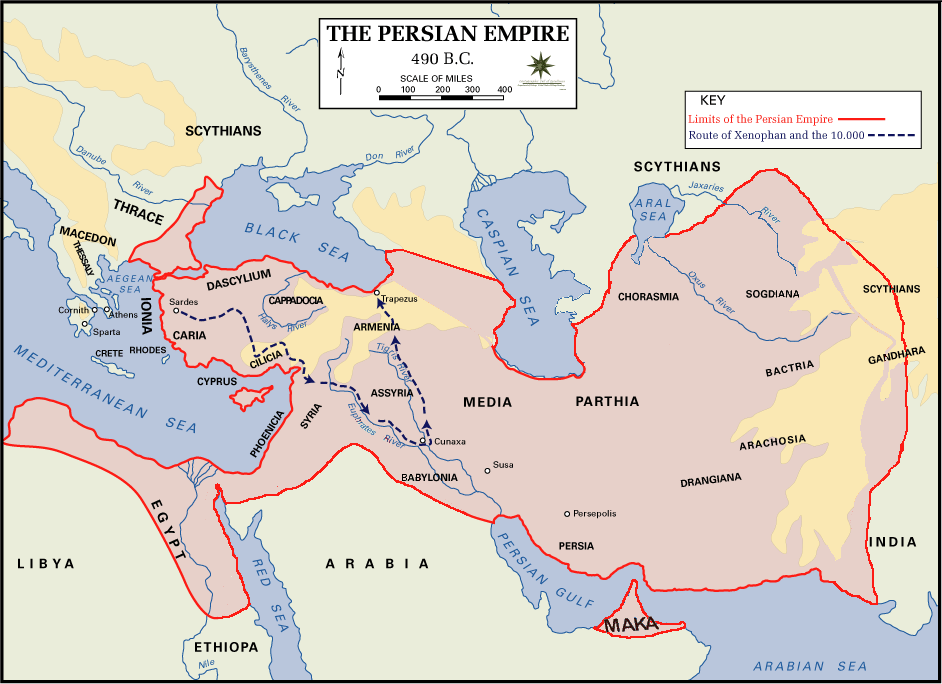
En líneas punteadas, la ruta de Jenofonte y los Diez Mil, llegando hasta el corazón de Persia.

La Expedición de los Diez Mil fue una campaña formada por contingentes de mercenarios griegos, reclutados por el persa Ciro el Joven, durante su revuelta para obtener el trono, contra su hermano mayor, el rey aqueménida Artajerjes II Memnón. La expedición es relatada por Jenofonte, que formó parte de ella, en su obra la Anábasis, teniendo lugar entre el año 401 a. C. y el año 399 a. C.

## Disputa por el trono de Persia
Tras la muerte de Darío II rey del Persia, en el año 404 a. C., su hijo Artajerjes II heredó el trono legítimamente. Su hermano menor, Ciro el Joven, conspiró para conseguir la corona, pero fue denunciado por el sátrapa Tisafernes. Protegido por su madre Parisatis, fue restablecido en su mando de Sardes, situada en la zona de Jonia (hoy Turquía), plagada de ciudades griegas (bajo dominio persa), muy lejos de la sede central del Imperio aqueménida.
Allí acudió a sus anfitriones para reclutar un ejército de mercenarios griegos. No fue muy difícil, ya que numerosos hoplitas se encontraban inactivos a finales de la guerra del Peloponeso. 
Ciro recibió ayuda de Esparta. De hecho, solicitó específicamente recurrir a los peloponesios, reputados por su valentía, y a los que él mismo había socorrido a lo largo de la guerra. Esparta no quiso implicarse abiertamente en la campaña, pero permitió que muchos de sus soldados veteranos de la guerra del Peloponeso se alistaran libremente como mercenarios.

## Ejército
Clearco (exgobernador espartano de Bizancio que había sido desterrado de la patria por rebelión), asumió el mando de las tropas espartanas y del resto de los mercenarios griegos. Ciro reunió a su ejército, compuesto por tropas griegas y persas, en la ciudad de Sardes (Asia Menor). Según Jenofonte (Jenofonte Anábasis 1.2.9), el contingente de persas era de 50 000 hombres, y los mercenarios griegos de alrededor de 12 000, distribuidos en: 
- 1000 hoplitas, 800 peltastas tracios y 200 arqueros cretenses bajo Clearco de Esparta.
- 700 hoplitas bajo Quirísofo de Esparta
- 300 hoplitas bajo Sóside de Siracusa (por ese entonces griega)
- 1000 hoplitas bajo Soféneto de Arcadia

- 4000 hoplitas bajo Xenias de Arcadia (hasta que dejó el ejército en Siria)
- 1500 hoplitas y 500 peltastas (infantería ligera) bajo Próxeno de Beocia.
- 1000 hoplitas bajo Soféneto de Estínfalo
- 500 hoplitas bajo Sócrates de Acaya.
- 300 hoplitas y 300 peltastas bajo Pasión de Mégara, hasta que dejó el ejército en Siria.
- 1000 hoplitas y 500 peltastas bajo Menón de Tesalia

## Avance en territorio persa
Ciro ocultó, al principio, el objetivo de su expedición: les anunció que quería someter la región rebelde de Pisidia. 
El ejército partió desde Sardes, e inició su marcha hacia el este a través de las tierras de Ciro mientras se les unían más mercenarios, atravesando luego Cilicia y Siria sin tener enfrentamiento alguno con tropas de Artajerjes, advertido ya de la conspiración. Una vez que el ejército sorteó esta región y llegó a los límites del Éufrates, no pudo seguir ocultando la verdad: los soldados se indignaron al principio, pero se apaciguaron por la promesa de generosas pagas. 

## La batalla

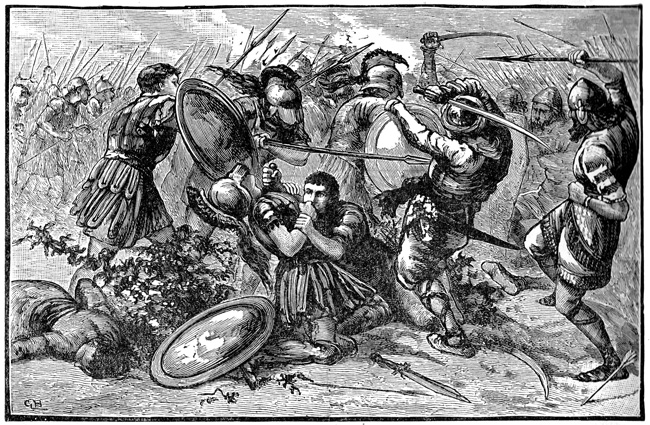
Batalla de Cunaxa

Finalmente las tropas de Ciro se enfrentaron a las de Artajerjes en la batalla de Cunaxa (401 a. C.), a unos pocos kilómetros de Babilonia. Según Jenofonte, el rey persa contaba con 1 200 000 hombres, pero las fuentes modernas estiman 120 000. Sea cual fuere el caso, el número de hombres de Artajerjes era el doble o más.
Los mercenarios griegos formaron la falange en el ala derecha (posición estratégica en la historia militar de la antigua Grecia). En el choque de ejércitos, destruyeron el flanco izquierdo del ejército persa, poniendo en fuga a sus soldados y aniquilándolos durante la huida. Según cuenta Jenofonte, la batalla era una masacre.
Cerca de una inminente victoria, ocurrió algo inesperado: Ciro encabezó un ataque directo con su caballería contra la posición donde se encontraba su hermano Artajerjes y encontró la muerte. Tras perder a su líder, las tropas persas de Ciro comenzaron a huir y a rendirse. Los griegos, en cambio, fieles a su doctrina militar, continuaron luchando solos.
Las tropas de Artajerjes avanzaron por el otro flanco, tomando posesión del campamento rebelde. Los griegos, en una evidente desventaja numérica, retrocedieron y los enfrentaron, continuando por segunda vez la masacre, poniendo a la fuga y matando un buen número de persas. Artajerjes ordenó entonces la retirada del campo de batalla. Los griegos perseguirían a los persas, continuando con las matanzas hasta la noche. Jenofonte en su Anábasis cuenta que no hubo pérdidas en el contingente griego, solo algunos heridos.

## La tregua
Luego de volver al campamento, los victoriosos griegos se encontraron solos y aislados en el medio del inmenso Imperio persa, y sin recompensa.
El ejército griego concluyó primero una tregua con Artajerjes, que no quería arriesgarse a perder más hombres. Acompañados por las tropas del sátrapa Tisafernes, los helenos dieron media vuelta hasta las orillas del Tigris. Allí, Tisafernes recibió en su campamento a los comandantes griegos encabezados por Clearco para concluir las condiciones del acuerdo, pero les tendió una trampa y los asesinó, dejando a los Diez mil sin líderes. Los soldados planificaron la retirada y eligieron como nuevos generales a Jenofonte, Timasión, Xanthicles, Cleanor, y Philesius, con el espartano Chirisophus como el comandante general.

## La retirada

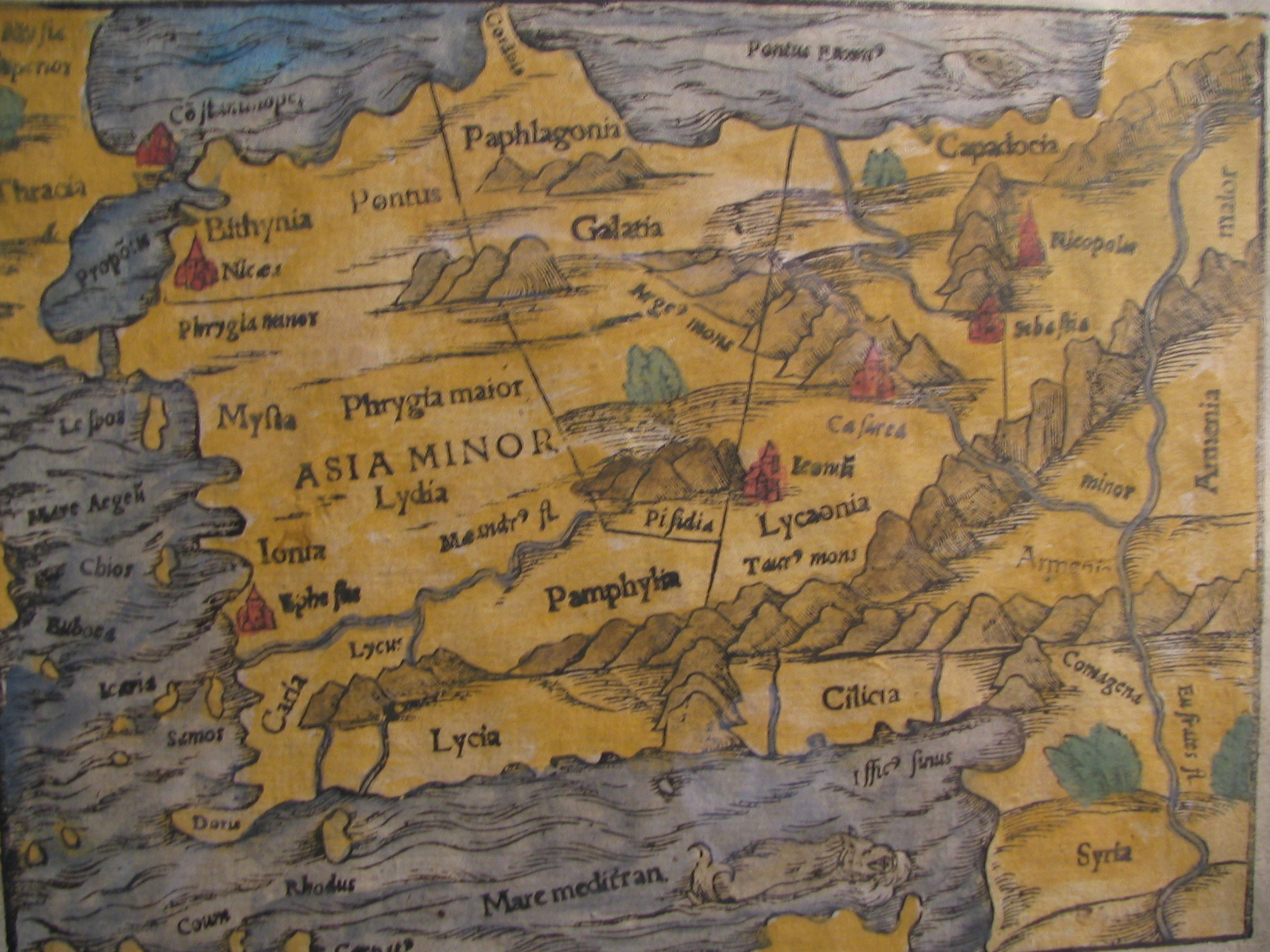
Mapa antiguo: el contingente griego se dirigiría hacia el norte de Asia Menor, región de Capadocia y Paflagonia (costas del mar Negro), para así retornar a Grecia

Atravesaron primero el desierto de Siria, Babilonia, después la Armenia nevada, para regresar a su patria. Al final, después de varios meses de marcha y de numerosos enfrentamientos con los pueblos de los territorios que cruzaban, llegaron al mar Negro en Trapezunte. Fue el famoso momento del grito «¡Θάλασσα! ¡Θάλασσα!, ¡Thalassa! ¡Thalassa!» («¡El mar! ¡El mar!)» relatado por Jenofonte en su Anábasis. Les quedaban aún 1000 km por recorrer, con escasez de alimento y agua.
Sin embargo, los griegos no se habían librado: les hacían falta barcos. Quirísofo, estratego comandante en jefe, partió a Bizancio para conseguirlos, mientras los griegos reemprendían la marcha en dirección a Paflagonia. Las ciudades griegas del litoral, en lugar de acogerles, les mantuvieron a distancia, por miedo a posibles pillajes —la mayoría de los griegos rechazaron volver a su hogar sin botín—. La rebelión brotó en las filas, y los arcadios y aqueos acabaron por hacer secesión. El ejército estuvo a punto de ceder al pánico cuando se propagó el rumor de que Jenofonte deseaba fundar una colonia en Asia. Lo refutó ante el ejército constituido en asamblea.
Los griegos se alquilaron entonces a un dinasta tracio, que luego se negó a pagarles. Un general espartano, Tibrón, les contrató para luchar contra los sátrapas Tisafernes y Farnabazo I, quienes luego de la muerte del joven Ciro, habían retomado el control de las ciudades griegas de Jonia. Los Diez mil, que dos años después no eran más de 6000 —por la ruta distinta que emprendieron los espartanos—, marcharon a Lámpsaco y después a Pérgamo, donde Jenofonte cedió el mando a Tibrón, y así planear su retorno a Grecia. Fue recibido con honores en Esparta.

## Consecuencias de la Expedición de los Diez Mil

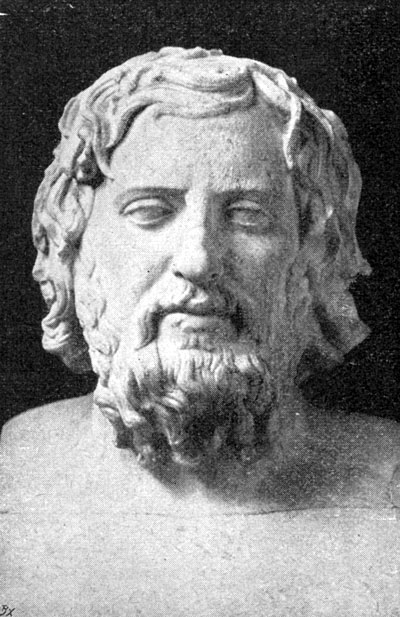
El ateniense Jenofonte. Escritor y mercenario que participó en la Expedición. A su regreso, fue honrado en Esparta. En su obra Anábasis Describió sus vivencias durante esta expedición.

El periplo del contingente griego a través del Imperio aqueménida sorprendió, con razón, a los contemporáneos de Jenofonte. Era la primera vez que un grupo de griegos llegaba a escaparse del «corazón de las tinieblas» de Persia, un imperio hasta entonces inviolado[cita requerida]. La expedición de los griegos demostró que dicho imperio, que había invadido dos veces a Grecia durante las guerras médicas, no era quizás, al fin y al cabo, tan temible.[cita requerida]
Una pequeña tropa de mercenarios —aguerridos, desde luego, y determinados— logró lo inimaginable: escapar de la venganza de Artajerjes y de sus ejércitos en el corazón mismo de su reino. Su éxito, además de demostrar la innegable superioridad militar de los griegos sobre los persas, demostró que era posible una expedición a las tierras del Gran Rey. 
Esta lección, narrada en la Anábasis de Jenofonte, donde queda en evidencia la evolución significativa del mercenariado, y la notable arma letal que significaba la unión de guerreros de distintas polis griegas complementando todas las técnicas, como quedó reflejado en el campo de batalla, será recordada especialmente por Alejandro Magno, quien 70 años después le quitó a Persia todo su vasto reino, con un pequeño ejército de 40 000 soldados griegos.[cita requerida]